# Livistona eastonii
Livistona eastonii là loài thực vật có hoa thuộc họ Arecaceae. Loài này được C.A.Gardner mô tả khoa học đầu tiên năm 1923.